# Diospilus quickei
Diospilus quickei är en stekelart som beskrevs av Sergey A. Belokobylskij 1997. Diospilus quickei ingår i släktet Diospilus och familjen bracksteklar. Inga underarter finns listade i Catalogue of Life.